# Nuttallina fluxa
Nuttallina fluxa is een keverslak uit de familie Ischnochitonidae.
Deze soort wordt 19 tot 44 millimeter lang en komt voor aan de westkust van Noord-Amerika van Point Conception in Californië tot het centrum van Neder-Californië.